# Monasterolo del Castello
Monasterolo del Castello är en ort och kommun i provinsen Bergamo i regionen Lombardiet i Italien. Kommunen hade 1 148 invånare (2018).